# ゾンド1号
ゾンド1号（ゾンド1ごう、ロシア語: Зонд-1、ラテン文字表記の例: Zond 1）は、ソビエト連邦のゾンド計画で打上げられた探査機の1つである。ベネラ1号に続いて金星近傍へ達したソ連2つ目の探査機となったが、到着前に通信が途絶えたため惑星は観測出来なかった。

## 概要
ゾンド1号は3MV-1と呼ばれるタイプの探査機で、後続のゾンド2号や3号、ベネラ2号やベネラ3号などの姉妹機であった。90 cmの球形着陸カプセルには、大気化学分析計。岩石ガンマ線測定器。光度計・温度圧力計が搭載された。当時は金星の地表について良く知られていなかったため、水上着陸した場合を想定し、モーション / ロッキングセンサーも搭載していた。
ゾンド1号は、1964年4月2日にバイコヌール宇宙基地より打上げられた。金星への飛行中、ひびが入ったセンサー用窓より徐々に気体が漏れ、内部与圧が失われた。地上からの指令により無線システム電源が入れられた時、タイミング悪く機内に若干空気が残っていたため、コロナ放電が発生して電子機器がショートしてしまった。その後、故障を免れた着陸カプセル送信機へ切替えて通信を維持し、宇宙線や原子状水素分光計観測を続けたが、5月14日に全通信が途絶した。7月14日、ゾンド1号は金星より10万 kmの位置を通過し太陽周回軌道へ入った。